# Titularbistum Dystis
Dystis (ital.: Disti) ist ein Titularbistum der römisch-katholischen Kirche.
Es geht zurück auf ein ehemaliges Bistum in der antiken Stadt gleichen Namens, in der römischen Provinz Creta et Cyrene. bzw. in der Spätantike Libya Pentapolitana und lag im heutigen nördlichen Tunesien.
| Titularbischöfe von Dystis |                                                        |                                                                      |                  |                    |
| Nr.                        | Name                                                   | Amt                                                                  | von              | bis                |
| 1                          | André-Joseph-Prosper Dupont MAfr                       | Apostolischer Vikar von Bobo-Dioulasso (Französisch-Sudan/Obervolta) | 8. Juli 1941     | 14. September 1955 |
| 2                          | Antonio Oña de Echave                                  | Weihbischof in Lugo (Spanien)                                        | 27. März 1956    | 24. Mai 1961       |
| 3                          | Emilio de Brigard Ortiz Titularerzbischof pro hac vice | Weihbischof in Bogotá (Kolumbien)                                    | 26. Oktober 1961 | 6. März 1986       |